# Performance-маркетинг
Performance-маркетинг (від англ. performance-based marketing) — це концепція цифрового маркетингу, у якій покупець заплатить за товар лише тоді, коли стимулюючі дії у його відношенні будуть аналітично обґрунтовані, а результати всіх робіт виміряні.  Такий підхід, на основі постійного аналізу ефективності, набуває чималої популярності у царині інтернет-ресурсів, де для більшості робочих процесів можна розрахувати коефіцієнт корисної дії (ККД),  тому використання цієї концепції поширюється із кожним днем. Також ця концепція відрізняється від інших маркетингових стратегій своєю прагматичністю, яка на відмінну від них фокусується в першу чергу на результатах роботи, а не методології.

## Правильна постановка цілей
Перед початком роботи цієї концепції завжди необхідно правильно визначити фінальні цілі, які мають призвести до бажаних результатів кампанії. Для цього необхідно провести аналітичну роботу та визначити показники за пріоритетністю. Згідно з цією стратегією використовують різні методики, а однією з найпопулярніших є SMART, де усі цілі можна легко визначити за п'ятьма характеристиками: конкретність, вимірюваність, наявність виконавця, реалістичність, обмеженість у часі.  

## Основні моделі
Згідно з цією концепцією існує чимало моделей вимірювання ефективності, проте тут будуть наведені основні три:
- Cost per thousand impressions, cost-per-mile (CPM) або ж ціна за тисячу переглядів.

За цією моделлю ціноутворення із рекламодавців беруть плату лише за показ, тобто кількість переглядів реклами, де основною одиницею є тисяча переглядів. Зазвичай за такою моделлю продається медійна реклама, де основною метою є показ оголошення в інтернеті. основною відмінністю від інших моделей є стягнення плати у відповідності до перегляду, де натиск на саме оголошення не відіграє ролі в фінальній оплаті за рекламу.
- Pay per click(PPC) або ж плата за клік.

Це рекламна модель, що працює в інтернет-маркетингу, де рекламодавець розміщує рекламу на сайтах, і сплачує їх власникам за натискання користувачем на банерне чи текстове оголошення. Перевагою цієї моделі є сплата за безпосередню дію переходу на кінцеву ціль, проте за різних обставин перехід може не відбутись, а ось кошти за це знімуться.
- Cost per lead(CPL) або ж плата за лід

Ця модель вирізняється тим, що рекламодавець платить різним рекламним майданчикам за певну реєстрацію або ж вказання інформації на сайті, що у свою чергу називається - лідом. З усіх трьох моделей ця зазвичай є найдорожчою.

## Вимірювання ефективності
Для цього в концепції також існують спеціальні методики, які дозволяють виміряти ефективність цілої кампанії за різними пунктами:
- Return on investment (ROI) або ж повернення інвестицій

Цей метод дозволяє визначити чи повернулися гроші, які були вкладені у маркетингову кампанію та настільки прибуток більший відносно інвестицій у відсотках.
- Return on ad spent (ROAS) або ж рентабельність рекламних коштів

Такий метод дещо вужчий за ROI, оскільки базується лише на коштах, витрачених безпосередньо на рекламу, не беручи до уваги маркетингові затрати загалом.
- Customer lifetime value (CLV) або ж життєва цінність клієнта

Це метод передбачення чистого доходу, пов'язаного з усіма майбутніми відносинами з клієнтом, які згодом можуть принести прибуток компанії.